# 2012-es német rali
A 2012-es német rali (hivatalosan: ADAC Rallye Deutschland) volt a 2012-es rali-világbajnokság kilencedik futama. Augusztus 24. és 26. között került megrendezésre, 15 gyorsasági szakaszból állt a verseny, melyek össztávja 368,63 kilométert tett ki. A versenyen 67 páros indult, melyből 39 ért célba.

## Szakaszok
| Nap               | Szakasz | Rajtidő (UTC+2) | Szakasz neve                           | Hossz   | Győztes            | Idő     | Átlagsebesség | Versenyben vezető |
| ----------------- | ------- | --------------- | -------------------------------------- | ------- | ------------------ | ------- | ------------- | ----------------- |
| 1. (Augusztus 24) | 1.      | 10:48           | Mittelmosel 1                          | 24.90km | Sébastien Loeb     | 14:42.9 | 101.53 km/h   | Sébastien Loeb    |
| 1. (Augusztus 24) | 2.      | 11:36           | Moselland 1                            | 22.79km | Sébastien Loeb     | 14:19.7 | 95.43 km/h    | Sébastien Loeb    |
| 1. (Augusztus 24) | 3.      | 12:29           | Grafschaft 1                           | 21.23km | Sébastien Loeb     | 12:19.5 | 103.35 km/h   | Sébastien Loeb    |
| 1. (Augusztus 24) | 4.      | 16:17           | Mittelmosel 2                          | 24.90km | Jari-Matti Latvala | 14:31.7 | 102.83 km/h   | Sébastien Loeb    |
| 1. (Augusztus 24) | 5.      | 17:05           | Moselland 2                            | 22.79km | Sébastien Loeb     | 14:09.9 | 96.53 km/h    | Sébastien Loeb    |
| 1. (Augusztus 24) | 6.      | 17:58           | Grafschaft 2                           | 21.23km | Jari-Matti Latvala | 12:12.2 | 104.38 km/h   | Sébastien Loeb    |
| 2. (Augusztus 25) | 7.      | 7:58            | Stein and Wein 1                       | 26.54km | Sébastien Loeb     | 15:25.2 | 103.27 km/h   | Sébastien Loeb    |
| 2. (Augusztus 25) | 8.      | 9:01            | Peterberg 1                            | 9.37km  | Dani Sordo         | 5:51.3  | 96.02 km/h    | Sébastien Loeb    |
| 2. (Augusztus 25) | 9.      | 10:57           | Arena Panzerplatte 1                   | 46.54km | Sébastien Loeb     | 27:31.9 | 101.43 km/h   | Sébastien Loeb    |
| 2. (Augusztus 25) | 10.     | 14:48           | Stein and Wein 2                       | 26.54km | Ott Tänak          | 15:12.1 | 104.75 km/h   | Sébastien Loeb    |
| 2. (Augusztus 25) | 11.     | 15:51           | Peterberg 2                            | 9.37km  | Ott Tänak          | 5:31.5  | 101.76 km/h   | Sébastien Loeb    |
| 2. (Augusztus 25) | 12.     | 17:47           | Arena Panzerplatte 2                   | 46.54km | Sébastien Loeb     | 26:54.0 | 103.80 km/h   | Sébastien Loeb    |
| 3. (Augusztus 26) | 13.     | 9:13            | Dhrontal 1                             | 30.76km | Sébastien Loeb     | 19:45.6 | 93.44km/h     | Sébastien Loeb    |
| 3. (Augusztus 26) | 14.     | 11:36           | Dhrontal 2                             | 30.76km | Petter Solberg     | 19:40.3 | 93.84km/h     | Sébastien Loeb    |
| 3. (Augusztus 26) | 15      | 13:21           | SSS Circus Maximus Trier (Power Stage) | 4.37km  | Sebastien Loeb     | 3:24.8  | 77.11km/h     | Sébastien Loeb    |

## Végeredmény
| Helyezés      | Versenyző           | Navigátor            | Autó                          | Idő       | Különbség | Pont |
| ------------- | ------------------- | -------------------- | ----------------------------- | --------- | --------- | ---- |
| 1.            | Sébastien Loeb      | Daniel Elena         | Citroën DS3 WRC               | 3:41:52.0 | 0.000     | 28   |
| 2.            | Jari-Matti Latvala  | Mikka Antilla        | Ford Fiesta RS WRC            | 3:43:52.0 | 2:00.0    | 18   |
| 3.            | Mikko Hirvonen      | Jarmo Lehtinen       | Citroën DS3 WRC               | 3:44:23.3 | 2:31.3    | 17   |
| 4.            | Mads Østberg        | Jonas Andersson      | Ford Fiesta RS WRC            | 3:45:16.3 | 3:24.3    | 12   |
| 5.            | Chris Atkinson      | Stéphane Prevot      | Citroën DS3 WRC               | 3:51:02.4 | 9:10.4    | 10   |
| 6.            | Sébastien Ogier     | Julien Ingrassia     | Škoda Fabia S2000             | 3:51:42.5 | 9:50.5    | 8    |
| 7.            | Andreas Mikkelsen   | Ola Fløene           | Škoda Fabia S2000             | 3:54:14.5 | 12:22.5   | 7    |
| 8.            | Nászer el-Attija    | Giovanni Bernacchini | Citroën DS3 WRC               | 3:54:42.1 | 12:50.1   | 4    |
| 9.            | Dani Sordo          | Carlos del Barrio    | Mini John Cooper Works WRC    | 3:56:08.9 | 14:16.9   | 2    |
| 10.           | Matthieu Arzeno     | Renaud Jamoul        | Peugeot 207 S2000             | 3:57:12.1 | 15:20.1   | 1    |
| PWRC          |                     |                      |                               |           |           |      |
| 1.            | Michał Kościuszko   | Maciej Szczepaniak   | Mitsubishi Lancer Evolution X | 4:08:35.4 | 0.000     | 25   |
| 2.            | Benito Guerra       | Borja Rozada         | Mitsubishi Lancer Evolution X | 4:10:35.9 | 2:00.5    | 18   |
| 3.            | Marcos Ligato       | Rubén García         | Subaru Impreza WRX STI        | 4:18:37.2 | 10:01.8   | 15   |
| 4.            | Ricardo Triviño     | Àlex Haro            | Subaru Impreza WRX STI        | 4:24:10.5 | 15:35.1   | 12   |
| 5.            | Nicolás Fuchs       | Fernando Mussano     | Subaru Impreza WRX STI        | 4:26:19.0 | 17:43.6   | 10   |
| 6.            | Subhan Aksa         | Jeff Judd            | Mitsubishi Lancer Evolution X | 4:32:35.0 | 23:59.6   | 8    |
| WRC Akadémia* |                     |                      |                               |           |           |      |
| 1.            | Elfyn Evans         | Philip Pugh          | Ford Fiesta R2                | 1:34:34.2 | 0.000     | 25   |
| 2.            | José Antonio Suárez | Cándido Carrera      | Ford Fiesta R2                | 1:34:44.1 | 0:09.9    | 18   |
| 3.            | Brendan Reeves      | Rhianon Smyth        | Ford Fiesta R2                | 1:35:29.3 | 0:55.1    | 15   |
| 4.            | Alastair Fisher     | Daniel Barritt       | Ford Fiesta R2                | 1:36:05.3 | 1:31.1    | 12   |
| 5.            | John MacCrone       | Stuart Loudon        | Ford Fiesta R2                | 1:36:07.6 | 1:33.4    | 10   |
| 6.            | Timo van der Marel  | Erwin Berkhof        | Ford Fiesta R2                | 1:36:30.9 | 1:56.7    | 8    |

* A WRC Akadémia versenyzői a ralinak csak az első két napján vettek részt.

## Szuperspeciál (Power Stage)
| Helyezés | Versenyző         | Autó              | Idő    | Különbség | Átlagsebesség | Pont |
| -------- | ----------------- | ----------------- | ------ | --------- | ------------- | ---- |
| 1        | Sébastien Loeb    | Citroën DS3 WRC   | 3:24.8 | 0.000     | 77.11km/h     | 3    |
| 2        | Mikko Hirvonen    | Citroën DS3 WRC   | 3:27.0 | 2.2       | 76.00km/h     | 2    |
| 3        | Andreas Mikkelsen | Škoda Fabia S2000 | 3:31.7 | 6.9       | 74.55km/h     | 1    |